# KOI8-U
KOI8-U(RFC 2319)는 키릴 문자를 사용하는 우크라이나어를 다루도록 설계된 8비트 문자 인코딩이다. 러시아어와 불가리아어를 다루는 KOI8-R을 기반으로 하지만, 8개의 상자 그리기 문자를 대문자와 소문자 Ґ, Є, І, Ї 네 개의 우크라이나 문자로 대체한다.
KOI8-RU는 밀접하게 관련되어 있지만 벨라루스어를 위해 Ў를 추가한다. 둘 다 문자 할당은 KOI8-E의 문자 할당과 일치하며, KOI8-F에 추가된 Ґ는 예외이다.
마이크로소프트 윈도우에서 KOI8-U는 코드 페이지 번호 21866으로 할당된다. IBM에서 KOI8-U는 코드 페이지/CCSID 1168로 할당된다.
KOI8은 실제로 유행하지 못했던 ISO 8859-5보다 훨씬 더 일반적으로 사용된다. 또 다른 일반적인 키릴 문자 인코딩은 Windows-1251이다. 미래에는 둘 다 결국 유니코드에 자리를 내줄 수도 있다.
KOI8은 "정보 교환을 위한 코드, 8비트"를 의미하는 러시아어인 Kod Obmena Informatsiey, 8 bit (러시아어: Код Обмена Информацией, 8 бит)의 약자이다.
KOI8 문자 집합은 키릴 문자가 ISO 8859-5와 같이 키릴 알파벳 순서가 아니라 유사 라틴 알파벳 순서로 배열되어 있다는 특징을 가지고 있다. 이는 8번째 비트가 제거되고 텍스트가 KOI8 자체를 포함하여 ASCII 기반의 모든 문자 집합으로 표시될 경우에도 텍스트가 대소문자가 뒤바뀐 전사로 여전히 합리적으로 읽을 수 있다는 유용한 효과를 제공한다. 예를 들어, "KOI" 약어 "Код Обмена Информацией"는 kOD oBMENA iNFORMACIEJ가 된다.

## 문자 집합
다음 표는 KOI8-U 인코딩을 보여준다. 각 문자는 해당 유니코드 코드 포인트와 함께 표시된다.
|    | 0      | 1      | 2      | 3      | 4      | 5      | 6      | 7      | 8      | 9      | A      | B      | C      | D      | E      | F      |
| 0x |        |        |        |        |        |        |        |        |        |        |        |        |        |        |        |        |
| 1x |        |        |        |        |        |        |        |        |        |        |        |        |        |        |        |        |
| 2x | SP     | !      | "      | #      | $      | %      | &      | '      | (      | )      | *      | +      | ,      | -      | .      | /      |
| 3x | 0      | 1      | 2      | 3      | 4      | 5      | 6      | 7      | 8      | 9      | :      | ;      | <      | =      | >      | ?      |
| 4x | @      | A      | B      | C      | D      | E      | F      | G      | H      | I      | J      | K      | L      | M      | N      | O      |
| 5x | P      | Q      | R      | S      | T      | U      | V      | W      | X      | Y      | Z      | [      | \      | ]      | ^      | _      |
| 6x | `      | a      | b      | c      | d      | e      | f      | g      | h      | i      | j      | k      | l      | m      | n      | o      |
| 7x | p      | q      | r      | s      | t      | u      | v      | w      | x      | y      | z      | {      | \|     | }      | ~      |        |
| 8x | ─ 2500 | │ 2502 | ┌ 250C | ┐ 2510 | └ 2514 | ┘ 2518 | ├ 251C | ┤ 2524 | ┬ 252C | ┴ 2534 | ┼ 253C | ▀ 2580 | ▄ 2584 | █ 2588 | ▌ 258C | ▐ 2590 |
| 9x | ░ 2591 | ▒ 2592 | ▓ 2593 | ⌠ 2320 | ■ 25A0 | ∙ 2219 | √ 221A | ≈ 2248 | ≤ 2264 | ≥ 2265 | NBSP   | ⌡ 2321 | ° 00B0 | ² 00B2 | · 00B7 | ÷ 00F7 |
| Ax | ═ 2550 | ║ 2551 | ╒ 2552 | ё 0451 | є 0454 | ╔ 2554 | і 0456 | ї 0457 | ╗ 2557 | ╘ 2558 | ╙ 2559 | ╚ 255A | ╛ 255B | ґ 0491 | ╝ 255D | ╞ 255E |
| Bx | ╟ 255F | ╠ 2560 | ╡ 2561 | Ё 0401 | Є 0404 | ╣ 2563 | І 0406 | Ї 0407 | ╦ 2566 | ╧ 2567 | ╨ 2568 | ╩ 2569 | ╪ 256A | Ґ 0490 | ╬ 256C | © 00A9 |
| Cx | ю 044E | а 0430 | б 0431 | ц 0446 | д 0434 | е 0435 | ф 0444 | г 0433 | х 0445 | и 0438 | й 0439 | к 043A | л 043B | м 043C | н 043D | о 043E |
| Dx | п 043F | я 044F | р 0440 | с 0441 | т 0442 | у 0443 | ж 0436 | в 0432 | ь 044C | ы 044B | з 0437 | ш 0448 | э 044D | щ 0449 | ч 0447 | ъ 044A |
| Ex | Ю 042E | А 0410 | Б 0411 | Ц 0426 | Д 0414 | Е 0415 | Ф 0424 | Г 0413 | Х 0425 | И 0418 | Й 0419 | К 041A | Л 041B | М 041C | Н 041D | О 041E |
| Fx | П 041F | Я 042F | Р 0420 | С 0421 | Т 0422 | У 0423 | Ж 0416 | В 0412 | Ь 042C | Ы 042B | З 0417 | Ш 0428 | Э 042D | Щ 0429 | Ч 0427 | Ъ 042A |

RFC 2319는 문자 0x95가 U+2219 (∙)여야 한다고 명시하고 있지만, Windows-1251의 글머리표 문자와 일치하도록 U+2022 (•)일 수도 있다.
일부 참고 자료에는 오타가 있어 문자 0xB4가 올바른 U+0404가 아닌 U+0403이라고 잘못 기재되어 있다. 이 오타는 RFC 2319의 부록 A에 있다 (그러나 RFC 본문의 표에는 올바른 매핑이 나와 있다).

## 같이 보기
- KOI 문자 인코딩
- 우크라이나어 알파벳

## 더 읽어보기
- Flohr, Guido (2016) [2006]. “Locale::RecodeData::KOI8_U - Conversion routines for KOI8-U”. 《CPAN libintl-perl》. 1.1. 2017년 1월 15일에 원본 문서에서 보존된 문서. 2017년 1월 15일에 확인함.
- RFC 2319
- “KOI8-U (RFC 2319)”. 《커밋》. 컬럼비아 대학교. 2020년 6월 24일에 확인함.
- Leishner, Mark (2008) [1999-12-20]. “KOI8-U Belorussian/Ukrainian Cyrillic to Unicode 2.1 mapping table - Based on RFC 2319”. Department of Mathematical Sciences, New Mexico State University. 2017년 2월 19일에 원본 문서에서 보존된 문서. 2017년 2월 19일에 확인함.
- Kornai, Andras; Birnbaum, David J.; da Cruz, Frank; Davis, Bur; Fowler, George; Paine, Richard B.; Paperno, Slava; Simonsen, Keld J.; Thobe, Glenn E.; Vulis, Dimitri; van Wingen, Johan W. (1993년 3월 13일). “CYRILLIC ENCODING FAQ Version 1.3”. 1.3. 2017년 2월 18일에 원본 문서에서 보존된 문서. 2020년 6월 24일에 확인함.